# 密疣掌突蟾
密疣掌突蟾（学名：Leptobrachella verrucosa），一种于中华人民共和国广东省北部连山壮族瑶族自治县笔架山省级自然保护区发现的两栖动物，隶属于角蟾科掌突蟾属。

## 形态特征
密疣掌突蟾体型小，雄性体长（SVL）23.2–25.9mm；鼓膜明显；颞褶下缘黑色线纹清晰；指侧无缘膜；趾间蹼迹，趾侧具窄缘膜；趾下垫不中断；跟部不重叠，后肢贴体前伸时胫跗关节达眼前角；体背皮肤粗糙，具大量锥形疣粒，但不具疣刺、大瘰粒或皮肤棱；腹部皮肤光滑；胸腺和股腺椭圆形，直径均大于指端直径，股腺位于大腿后下部，更靠近膝盖（相较于泄殖孔），直径大于趾端直径；肩上腺隆起；腹侧腺清晰，排列成不连续的纵行。虹膜双色，上半部分为铜橙色，下半部分为灰棕色。背面皮肤灰棕色，散布深棕色斑点及不规则的浅橘色色斑；眶间有一个深棕色的倒三角形斑，与头后部深棕色的“W”形斑相连。鼓膜深棕色，下缘灰白色；颞褶下缘黑色线纹清晰；眼下具一对深棕色纵行条带；四肢远端及指趾背面具深棕色横纹；体侧具不明显深红棕色斑点；肘部及上臂铜黄色，具深色斑点。喉、胸、腹及前肢腹面乳白色，具不明显灰白色和深棕色斑点；后肢腹面灰紫色，具大量白色斑点。肩上腺、股腺铜橙色，胸腺灰白色，腹侧腺前半段铜橙色，后半段灰白色。